# 飯田泰之
飯田 泰之（いいだ やすゆき、1975年〈昭和50年〉7月7日 - ）は、日本の経済学者、エコノミスト、明治大学政治経済学部教授。専門は経済政策、マクロ経済学。内閣府規制改革推進会議委員。

## 来歴
東京都生まれ、埼玉県日高市育ち。豊島区在住。海城中学校・高等学校、東京大学経済学部卒業。2000年3月、東京大学大学院経済学研究科修士課程修了。2003年3月、同大学院博士課程単位取得満期退学。指導教官は吉川洋。2003年4月、駒澤大学経済学部専任講師、2007年4月、同大学経済学部准教授、2013年4月から明治大学政治経済学部経済学科准教授に就任。2022年４月から同大学政治経済学部教授に昇格。

## 人物
- 高校時代は現在、参議院議員で日本維新の会東京都総支部幹事長を務めた柳ヶ瀬裕文、大学学部時代は元熊本県副知事であった小野泰輔が1学年先輩に当たる[6]。
- 「バブル崩壊で高校の途中から家が貧しくなり、大学時代には実家に仕送りをしなければならない状況であった」と飯田本人は述べている[7]。
- 大学院時代に早稲田セミナーで経済学講義を担当していた[8]。ただし、本名ではなく偽名である笠崎泰之で活動しており、『3時間でわかる経済学入門』、『3時間でわかるミクロ経済学入門』、『3時間でわかるマクロ経済学入門』の書籍を出版した。
- 日本経済学会、日本金融学会、日本経済政策学会、Econometric Society に属している。
- 『論座』（廃刊）や、雑誌『Voice』などに経済時評の連載を持っている。『週刊SPA!』内に荻上チキとの連載コーナー「週刊チキーーダ！」を持つ。

## 主張
- リフレ派の論者として2003年から「デフレーション脱却」を主張している[9]。
- 「機会の平等だけでなく、ある程度の結果の平等も重要」であると述べ、成長政策、安定化政策とともに再分配政策の重要性を訴えている[10]。
- 労働市場政策については「日本の最大の問題は人が動かないこと」であるとし、金銭解雇ルールの制定と同一労働同一賃金の徹底を主張している[11]。
- 日本のエネルギー政策については、「電力に民間が参入することに電力会社・経済産業省は嫌がっており、それだけは避けたがっている。そういったときに、絶対に半官半民じゃないとできない発電所が原発なのである。だから、絶対官にしかできないというので守ろうとしている。原発を維持・拡大することは高コストである」と指摘している[12]。飯田も、環境負荷が小さくコスト面でも原子力発電所と大きな差がない新型火力発電所の増設による原発依存度の順次低下を目指すのが現実的な解決策だと主張している[13]。

## 公職
- 内閣府経済社会総合研究所客員研究員（2003年5月 - 2005年3月、2007年4月 - 2009年3月）
- 財団法人統計研究会公共政策論検討委員会 委員（2003年11月 - 2004年10月）
- 参議院事務局特別調査室客員調査員（2004年4月 - 2005年3月）
- 証券アナリスト検定試験委員会 委員（2005年9月 - 現在）
- 財務省財務総合政策研究所 客員研究員（2009年9月 - 2012年8月）、上席客員研究員（2012年9月 - ）
- 内閣府規制改革推進会議 委員[3]（2016年9月 - ）

## 著書

### 単著
- 『経済学思考の技術-論理・経済理論・データを使って考える』ダイヤモンド社 2003年
- 『ダメな議論-論理思考で見抜く』ちくま新書 2006年
- 『歴史が教えるマネーの理論』ダイヤモンド社 2007年
- 『考える技術としての統計学 生活・ビジネス・投資に生かす』NHKブックス 2007年
- 『世界一シンプルな経済入門 経済は損得で理解しろ！』エンターブレイン 2010年
- 『ゼロから学ぶ経済政策 日本を幸福にする経済政策の作り方』角川oneテーマ21 2010年
- 『飯田のミクロ』光文社新書 2012年
- 『思考の「型」を身につけよう 人生の最適解を導くヒント』朝日新書、2012年
- 『世界一わかりやすい経済の教室』中経出版、2013年
- 『図解 ゼロからわかる経済政策 「今の日本」「これからの日本」が読める本』KADOKAWA、2014年
- 『NHKラジオビジネス塾 思考をみがく経済学』NHK出版、2014年
- 『NHKラジオビジネス塾 日本がわかる経済学』NHK出版、2014年
- 『経済学講義』ちくま新書 2017
- 『マクロ経済学の核心』光文社新書 2017
- 『日本史に学ぶマネーの論理』PHP研究所、2019年。ISBN 978-4-569-84293-6。

### 編著
- 『もうダマされないための「科学」講義』菊池誠,松永和紀,伊勢田哲治,平川秀幸著 SYNODOS共編 光文社新書、2011
- 『これからの地域再生』編 浅川芳裕,新雅史,木曽崇,島原万丈,広瀬郁,藤野英人著　晶文社　2017

### 共著
- 岩田規久男共著『ゼミナール経済政策入門』日本経済新聞社 2006年
- 中里透共著『コンパクトマクロ経済学』新世社 2008年
- 芹沢一也・荻上チキ編『日本を変える「知」』光文社新書 2009年
- 芹沢一也・荻上チキ編『経済成長って何で必要なんだろう？』光文社 Synodos Readings 2009年
- 雨宮処凛共著『脱貧困の経済学-日本はまだ変えられる』自由国民社 2009年
- 勝間和代・宮崎哲弥共著『日本経済復活 一番かんたんな方法』光文社新書 2010年
- 鈴木謙介・荻上チキ共著『ダメ情報の見分けかた-メディアと幸福につきあうために』NHK出版生活人新書 2010年
- 坂口孝則共著『経済とお金儲けの真実』徳間書店 2011年
- 浅川芳裕共著『農業で稼ぐ経済学』PHP研究所 2011年
- 浅子和美・飯塚信夫・宮川努編『世界同時不況と景気循環分析』東京大学出版会 2011年
- 萱野稔人編『ベーシックインカムは究極の社会保障か:「競争」と「平等」のセーフティネット』堀之内出版 2012年
- 『リフレが日本経済を復活させる 経済を動かす貨幣の力』岩田規久男,浜田宏一,原田泰編著 安達誠司,矢野浩一,平野智裕,青柳潤,若田部昌澄共著　中央経済社　2013
- 岩瀬大輔他『5年後働く自分の姿が見えますか？』角川Oneテーマ21 2013年
- 荻上チキ共著『夜の経済学』扶桑社 2013年
- 春日太一共著『エドノミクス〜歴史と時代劇で今を知る』扶桑社 2014年[14]
- 『「30万人都市」が日本を救う! 中国版「ブラックマンデー」と日本経済』田中秀臣編 麻木久仁子共著　藤原書店　2015
- 『地域再生の失敗学』木下斉,川崎一泰,入山章栄,林直樹,熊谷俊人共著 光文社新書、2016

## 出演番組

### 現在

#### テレビ
- 日曜スクープ（BS朝日）
- 英雄たちの選択（NHK BSプレミアム）- 不定期出演

#### ストリーミング動画配信
- スマホで“朝生”（AbemaNews）
- 千原ジュニアのキング・オブ・ディベート（AbemaNews）- 2017年4月23日、6月4日、7月1日、2018年1月28日

#### ラジオ
- 飯田浩司のOK! Cozy up!（ニッポン放送）- 2018年4月4日 - 、水曜コメンテーター（隔週）　※現在は木曜コメンテーター（隔週）
- ニュース新発見 インサイト（RKBラジオ）2013年4月 -

### 過去

#### テレビ
- ニュース女子（DHCテレビ）

- Nスタ（TBSテレビ）水曜コメンテーター、2013年10月 -
- 日曜討論（NHK総合）
- 新報道2001（フジテレビ）
- BSフジLIVE プライムニュース（BSフジ）
- 朝まで生テレビ!（テレビ朝日）
- 新世代が解く!ニッポンのジレンマ（NHK教育）- 2012年3月24日
- そこまで言って委員会NP（読売テレビ）
- 情報満載ライブショー モーニングバード!」（テレビ朝日）- 2012年10月 - 2015年3月
- 情報LIVE ただイマ!（NHK総合）2012年4月 - 2013年3月
- BSフジLIVE ソーシャルTV ザ・コンパス （BSフジ）オピニオンアナリスト、2012年4月 - 2013年3月
- FNNスーパーニュースアンカー（関西テレビ） - 2012年10月19日、2013年1月22日
- ニュースの深層（朝日ニュースター）- 2012年4月 - 2012年9月
- がっちりアカデミー!!(TBSテレビ）2010年4月 - 9月
- 宮崎哲弥のトークセッション（BSフジ）2010年3月 - 2011年2月

#### ラジオ
- ザ・ボイス そこまで言うか!（ニッポン放送）
- 中西一清スタミナラジオ（RKBラジオ） - 2014年3月
- ラジオビジネス塾 〜35歳からのスキルアップ〜 （NHKラジオ第2）2014年4月 - 、
- オトナカレッジ （文化放送）木曜21時コメンテーター、2013年10月 -
- ニュース探究ラジオ Dig（TBSラジオ）
- BATTLE TALK RADIO アクセス（TBSラジオ）
- TIME LINE（TOKYO FM）